# 스털링 레코드
스털링 레코드 주식회사(Sterling Records Inc)는 1945년에서 1947년까지 운영된 뉴욕의 소규모 음반사다.
스털링의 첫 음반은 릴리테 토마스 앤 허 보이스의 78rpm 음반 〈Blues for My Daddy〉로 발행번호는 100이었다. 1947년 운영이 중단되었고 1948년 앨 트레이스가 스털링에 소송을 걸고 음반에 자기 이름을 사용 못하도록 가처분 명령을 얻어냈다. 현재는 이 회사는 스티븐 카푸토와 조 브릭맨이 운영하고 남플로리다에 근거하는 음반사로 존속하고 있다.
스털링은 MGM 레코드와 계약을 맺기 전의 행크 윌리엄스의 초기 음반을 발행한 회사로 유명하다. 행크 윌리엄스에게 해당되는 발행번호는 201, 204, 208, 210이다.

## 같이 보기
- 모린 맥고번 - 1996년 뉴욕에서 스털링 레코드의 음반을 취입한 인물.[3]
- 음반사 목록